# Az-Zahir (Abbasside)
Pour l’article homonyme, voir Az-Zahir.
Abû an-Nasir "al-Zâhir bi-'Amr Allah" Muhammad ben Ahmad an-Nâsir, surnommé Al-Zâhir, est né en 1176. Il a succédé à son père An-Nasir comme trente-cinquième calife abbasside en 1225. Il est mort le 10 juillet 1226. Son fils Al-Mustansir lui a succédé.

## Biographie
Az-Zâhir a très été désigné comme successeur par son père dès 1189. Puis c’est son frère Abû al-Hasan qui a eu ce titre. Ce frère est mort prématurément en 1216 si bien q ‘az-Zâhir est redevenu le successeur présomptif. Il a succédé à son père en 1225.

### Le règne
Az-Zâhir eut un règne très bref, de moins d’un an. On ne sait presque rien de lui sinon qu’il était doux et vertueux. Il a adouci la rigueur du système instauré par son père en abaissant les impôts. Il a essayé de construire une armée puissante pour pouvoir résister aux risques d’invasion. .
Frédéric II épouse Isabelle, la fille de Jean de Brienne, et devient ainsi roi de Jérusalem (1225). Les croisés sont toujours là.
Gengis Khan était de retour en Mongolie au printemps de 1225, Il passa l’hiver de 1225-1226 et l’été suivant dans ses campements de la Toula. Il avait maintenant plus de 70 ans. De Pékin à la Volga, tout tremblait devant lui.
Az-Zâhir est mort après un règne de neuf mois le 10 juillet 1226. Le nouveau Calife est son fils Al-Mustansir.

### Documentation externe
- Ressource relative aux beaux-arts :   - British Museum
- Notice dans un dictionnaire ou une encyclopédie généraliste :   - Enciclopedia De Agostini
- (ar)  العباسيون/بنو العباس في بغداد
- (en) The Caliphate, its rise, decline and fall, by William Muir Chapter LXXVII, An-Nasir, his Son and Grandson, Khwarizm Shah, Jenghiz Khan
- Dictionnaire historique de l'islam, Janine et Dominique Sourdel, Éd. PUF,  (ISBN 978-2-130-54536-1)